# Hellas (Gradfeld)
Das Hellas-Gradfeld gehört zu den 30 Gradfeldern des Mars. Sie wurden durch die United States Geological Survey (USGS) festgelegt. Die Nummer ist MC-28, das Gradfeld umfasst das Gebiet von 240° bis 300° westlicher Länge und von −65° bis −30° südlicher Breite. Der Name stammt vom antiken Namen für Griechenland. Innerhalb des Gradfeldes liegen Hellas Planitia, Promethei Terra und die Flusstäler Dao Vallis, Niger Vallis, Harmakhis, und Reull Vallis, aus denen möglicherweise Wasser in das Hellasbecken floss.